# Parvin E'tesami
Rakhchandeh E'tesami, nota come Parvin E'tesami (in persiano پروین اعتصامی‎; Tabriz, 16 marzo 1907 – Qom, 5 aprile 1941), è stata una poetessa iraniana.
È stata una delle grandi figure della poesia persiana del XX secolo. La sua opera ha fornito una serie di adagi ed espressioni nel linguaggio quotidiano, entrando al contempo rapidamente a far parte dei programmi scolastici e diventando un importante riferimento letterario.

## Biografia
Suo nonno, Mirza Ebrahim Khan Mostowfi E'tessam-ol-Molk, era originario di Achtyan. Dopo la sua nomina a controllore delle finanze della provincia dell'Azerbaigian iraniano sotto l'amministrazione Qajar, si trasferì a Tabriz. Suo figlio, il padre di Parvine, Youssef E'tessami (E'tessam-ol-Molk Achtyani) fu uno scrittore e traduttore. La madre di Parvine, Akhtar Fotouhi, era figlia di Mirza Abdol-Hossein, nota con lo pseudonimo di Moghadam-ol-Edaleh, una delle ultime poetesse dell'epoca Qajar, un'azera di Tabriz.
Quando Parvine era ancora molto giovane, suo padre, Youssef E'tessami, editore del mensile letterario Bahar (Primavera), si trasferì a Teheran con la famiglia. L'insediamento nella capitale favorì lo sviluppo intellettuale e artistico della giovane, offrendole l'opportunità di confrontarsi con le più grandi personalità politiche e letterarie del suo tempo. Tra i suoi insegnanti, oltre al padre, vi furono Dehkhoda e Malek-o-Choaraye Bahar. Con il padre studiò letteratura persiana classica e araba. Terminò gli studi secondari presso la scuola superiore americana di Teheran, Iran Bethel School, nel 1924, dove rimase per qualche tempo a insegnare.
Nel 1926, la i membri della dinastia Pahlavi le chiesero di occuparsi dell'educazione dei principi, offerta che rifiutò.
Nel 1934 sposò suo cugino Fazlollah Homayoun Far, allora capo della polizia della città di Kermanshah, ma l'unione non fu destinata a durare nel tempo. L'atmosfera militare unita alla dissolutezza di questo ufficiale divenne presto inconciliabile con la sua delicatezza e ardore. Dopo qualche settimana insieme, Parvine lasciò il marito e tornò a Teheran. Non menzionò mai questo episodio nella sua vita.
Dal 1938 al 1939 lavorò nella biblioteca del Collegio degli insegnanti di Teheran.
Nel 1938, suo padre morì all'età di 63 anni. Questa perdita fu per lei traumatica. A lui dedicò una delle sue poesie più commoventi. Il padre le sopravvisse di soli tre anni. Morì a causa di una malattia nell'aprile 1941. Fu sepolta, insieme al padre, nella tomba di famiglia a Qom.

## Attività letteraria
Parvine mostrò una capacità precoce per la poesia, sin dall'età di otto anni. Il padre la incoraggiò a mettere in versi brani della letteratura occidentale da lui tradotti, tra cui alcune favole di Jean de La Fontaine. Nel 1921-1922, alcune sue poesie furono pubblicate sulla rivista Bahar. Il suo primo divân (raccolta di poesie), composto da 156 brani, fu pubblicato nel 1935. L'eminenza letteraria dell'epoca, Mohammad Taghi Bahar, scrisse la prefazione alla sua opera. Il fratello di Parvine, AbolFath E'tessami, pubblicò una seconda edizione nel 1941, poco dopo la sua morte. Questa edizione comprende 209 poesie in forma di masnavi, ghasideh, ghazal, ecc. per un totale di 5.606 versi.
Nonostante la sua vita fu breve, acquisì rapidamente una grande reputazione letteraria tra i suoi contemporanei. Sia nella forma che nella sostanza, la sua poesia rispetta la tradizione letteraria persiana classica. Infatti, le correnti moderniste, che ancora ribollivano, non sembrano aver influenzato le sue opere. Tra i vari brani del suo divân, ci sono 42 poesie in forma di ghasideh e ghet'eh, senza titolo. Queste sono in linea con lo stile filosofico e didattico khorassaniano di poeti come Sanai e Nasser Khosrow. Accanto a queste, un'altra categoria di poesie, in uno stile noto come araghi, racconta una storia, o un dialogo, simile a quelli di Saadi. 
Secondo Mohammad Taghi Bahar, la poesia di maggior rilievo, è Il viaggio di una lacrima, considerata un apice della letteratura persiana.
L'originalità dell'opera di Parvine risiede in un'altra forma di poesia, quella del monazereh, o dialogo, che coinvolge esseri umani, bestie, piante, oggetti, nozioni, portandola alla perfezione. Ha composto circa 65 monazereh, oltre a 75 storielle, favole e allegorie. Secondo il professor Heshmat Moayyad, "Parvine scrisse di uomini e donne di diversa estrazione sociale, di una pletora di animali, uccelli, fiori, alberi, elementi cosmici e naturali, oggetti quotidiani e concetti astratti, personificandoli uno per uno, dandoci così la straordinaria abbondanza del suo pensiero. Attraverso queste figure, l'autrice si pone come uno specchio nei confronti dei suoi contemporanei, denunciando gli abusi della società e il fallimento del loro impegno morale. Attraverso questi dibattiti, rivela una riflessione fondamentale sulla vita e sulla morte, sulla giustizia sociale, sull'etica, sull'educazione e sull'importanza suprema della conoscenza."